# Joint Special Operations Command
Joint Special Operations Command (förkortning: JSOC) är ett försvarsgrensövergripande kommando som sorterar under och ingår i United States Special Operations Command (USSOCOM).
JSOC har till uppdrag att utforma taktik, planera och leda operationer med de amerikanska specialförbandens spjutspets, de så kallade Special Mission Units. JSOC leds av en generallöjtnant/viceamiral och dess högkvarter är beläget vid Fort Bragg i North Carolina.

## Bakgrund
JSOC bildades 22 oktober 1980 med bakgrund av det misslyckade försöket med Operation Eagle Claw att i Iran frita gisslan som hölls i den amerikanska ambassaden i Teheran i efterdyningen av den iranska revolutionen. När United States Special Operations Command bildades 1987 blev JSOC en del av det kommandot. JSOC har länge kännetecknats av sträng sekretess och hemlighetsmakeri, ofta opererande under täcknamn.
Trots dess existens användes det under 1980 och 1990-talen relativt sällan i stridsuppdrag.
Efter 11 september-attackerna och kriget mot terrorismen fick JSOC ett tydligt uppdrag gällande antiterrorism och erhöll utökade resurser för att genomföra dessa av USA:s försvarsminister Donald Rumsfeld, delvis på grund av trögheten att genomföra dessa uppdrag med konventionella markstridsförband. Innan 11 septemberattackerna 2001 bestod JSOC och dess förband av cirka 1 800 personer, några år senare av uppemot 25 000 personer.
Det var under ledning av befälhavaren för JSOC som Operation Neptune Spear genomfördes 2011 och i vilken al-Qaidaledaren Usama bin Ladin eliminerades. Under 2019 eliminerades även Islamska statens kalif Abu Bakr al-Baghdadi av JSOC-förband.

## Special Mission Units
Kärnan i JSOC är de så kallade Special Misson Units, även benämnd som National Mission Force, som utgör spjutspetsen av amerikanska specialförband.
| Sigill | Namn                                            | Alias         | Förkortning | Beskrivning               | Notering          |
| ------ | ----------------------------------------------- | ------------- | ----------- | ------------------------- | ----------------- |
|        | 1st Special Forces Operational Detachment–Delta | Delta Force   | 1-SFOD-D    | Army Special Forces       | [ 5 ] [ 3 ] [ 4 ] |
|        | Naval Special Warfare Development Group         | SEAL Team Six | DEVGRU      | Navy SEALs                | [ 6 ] [ 3 ] [ 4 ] |
|        | 24th Special Tactics Squadron                   | –             | 24th STS    | Air Force Special Tactics | [ 7 ] [ 3 ] [ 4 ] |
|        | Intelligence Support Activity                   | The Activity  | ISA         | Underrättelseinhämtning   | [ 8 ] [ 9 ] [ 4 ] |

Förband som ofta understödjer dessa inkluderar 160th Special Operations Aviation Regiment och 75th Ranger Regiment.